# Bubacarr Zaidi Jallow
Scheich Alhaji Bubacarr Zaidi Jallow (* 1909 in Ndireh Sebori, Lélouma (Präfektur), Guinea; † 20. Februar 1998 (gemeldet) (nach anderer Quelle 1997)) war ein gambischer islamischer Gelehrter, Imam, Tijanniyya Khalif und Gemeindeführer in Bansang.

## Leben
Jallow wurde im ersten Jahrzehnt des 20. Jahrhunderts im Dorf Ndireh Sebori, in der Präfektur Lélouma (Guinea) (nach andere Quelle Circa in Adire Sebori), geboren. Er verlor seinen Vater Ousman Taano Jallow im jungen Alter und verbrachte seine frühen Jahre bei seiner Mutter Cherno Mariama Jallow, einer frommen Dame aus dem Nachbardorf Towndeh. Unter der Obhut seines Onkels mütterlicherseits, Cherno Ebrima Jallow, erlernte der er im Dorf Towndeh den Heiligen Koran und andere Aspekte der Islamwissenschaft. Schließlich reiste Alhaji Jallow mit der Zustimmung seines Onkels und Lehrers durch die Subregion und besuchte einige Zeit lang verschiedene islamische Zentren in Guinea-Bissau und Senegal.
Dann reiste er nach Nordafrika und in den Nahen Osten, um die Quellen islamischen Geisteswissens zu erschließen. Er hielt sich unterschiedlich lange in Guinea-Bissau, Senegal und dann in Gambia auf und ließ sich schließlich in Bansang nieder. Er konvertierte eine große Zahl von Menschen zum Islam und war für die Instandhaltung und den Bau von Moscheen in Gambia, Senegal, Guinea-Bissau und Guinea-Conakry verantwortlich. Er führte viele in das Tidschānīya-Glaubensbekenntnis ein, unterrichtete Tausende von Menschen, darunter den Imam von Nema-Kunku, Brufut, Manji-Kunda, und verfasste zahlreiche substanzielle Bücher über den spirituellen Weg und andere islamische Themen.

## Familie
Scheich Alh. Hassan Bubacarr Jallow, Jurist und ehemals Ankläger beim Internationalen Strafgerichtshof für Ruanda (ICTR) seit Februar 2017 Oberster Richter am Supreme Court of The Gambia, ist sein ältester (überlebender) Sohn. Hassan Bubacar Jallow trat die Nachfolge als Kalif der Jallow-Dynastie von Bansang (Caliph of the Jallow dynasty of Bansang) an. In dieser Aufgabe um die täglichen Aktivitäten des Kalifats wird er von Anhängern Bubacarr Zaidi Jallows und seinen Brüdern unterstützt. Weitere Söhne sind Alh.  Ahmed Tijan Jallow, Alh. Mam Sait Jallow und Cherno Junaidu Jallow.

## Rezeption
Bei dem Tode Jallow betitelt der Gambian Diary ihn in der Ausgabe vom 20. Februar 1998 in dem Artikel Gambia verliert großen Mann und im The Daily Observer in der Ausgabe vom 27/29. Februar wird ihm auf der Titelseite gewürdigt.
Die Jallows aus Basang, unter dem Oberhaupt von Bubacarr Zaidi Jallow, die sich nicht aktiv an der Politik beteiligten, werden in einer Aufstellung von Whatson-Gambia.com zu den „prominentesten Familien“ in Gambia gezählt. In einem Artikel Gambia mit 50: Fünfzig prominente Gambier, die die Nation mitgestaltet haben im The Standard anlässlich des 50-jährigen Bestehens des Staates Gambia wird Jallow als einer der 50 Prominenten in der Rubrik Religion gelistet.

### Ziyarrah von Bansang
In Bansang wird seit 1981 die Ziyarrah von Bansang oder Ziyarrah-Kongregation abgehalten. Bei dieser jährlichen Ziyāra kommen Tausende von Muslimen in den Ort, um der Ziyarrah beizuwohnen, die zu Ehren des Scheichs Alhaji Bubacarr Zaidi Jallow abgehalten wird. Das Datum für die Ziyarrah wurde um 1981 vom Scheich selbst gewählt, und es ist von großer Bedeutung. Es fällt auf die Himmelfahrt Mohammeds (Al IsraaWal Miiraji), den Anlass der nächtlichen Reise des Heiligen Propheten Mohammed nach Jerusalem und dann in den Himmel, um von Allah Anweisungen für die obligatorischen fünf täglichen Gebete zu erhalten.

### The Sheikh Alhaji Bubacarr Jallow Islamic Development Foundation
Die Sheikh Alhaji Bubacarr Jallow Islamic Development Foundation wurde Anfang Januar 2020 in Kololi (Kanifing Municipal) gegründet. Sie hat ihren Sitz in Bansang, Central River Region. Die Stiftung ist eine islamische gemeinnützige juristische Vereinigung ohne Erwerbszweck, die zu Ehren ihres Mäzens, Scheich Alhaji Bubacarr Zaidi Jallow, des verstorbenen Imam von Bansang, gegründet wurde.
Die Stiftung ist bestrebt, das Festhalten am Islam und an islamischen Werten sowie an der Tarīqa Tidschānīya  zu fördern, Moscheen, islamische Bildungseinrichtungen und andere verwandte Institutionen zu errichten, zu unterhalten und zu unterstützen. Darüber hinaus zielt sie unter anderem darauf ab, Initiativen zur Gemeindeentwicklung im Allgemeinen zu fördern und Programme zur Verbesserung des Status von Frauen und Jugendlichen im Besonderen durchzuführen.

## Publikationen
Nach einer konservativen Schätzung beläuft sich die Zahl seiner Werke auf vierzehn. Unter ihnen ist sein Magnum Opus Miffa-Tahu-Sa' adati der Schlüssel zum ewigen Erfolg – eine umfassende Abhandlung darüber, wie man zu Gott gelangt, und das weithin als maßgeblicher Text über den Tidschānīya-Orden anerkannt ist. Zu einigen seiner literarischen Werke gehören:
- Miff Tahu Saada-ti: die Schlüssel zum ewigen Erfolg
- Jawahirr Al-Ahmadiya: Juwelen von Ahmadiyya/Tidschānīya
- Sullamil Qurrbi: Eine Leiter für die Nähe Allahs
- Tal Atul Fajar: Der Aufgang der Morgendämmerung
- Buhi Yatul Saa LLI: Die Zufriedenheit des Fragestellers (die von der Internationalen Islamischen Universität Pakistan ins Englische übersetzt wurde)
- Iqamatu Salaat: Verfahren für Gebete
- Silahi Muridina: Waffe für Jünger
- Dalilul Mussaffir: Kompass eines Reisenden
- Natti Sallur: Arten spiritueller Reisen
- Halluh Satul Mardiyya: Heilmittel für spirituelle Leiden
- Tawaju Haati Muttawaailin: Mystiker
- Hajj Wa Ummra: Verfahren von Hajj und Ummra
- Kafiyatul Tawajubat: Mystische Devotitionen
- Tasriatul a-Imam: Mahnung für Imame